# Азиатские горные агамы
Азиатские горные агамы (лат. Laudakia) — род ящериц семейства агамовые.

## Видовой состав
В составе рода выделяют 13 видов:
- Laudakia agrorensis (Stoliczka, 1872)
- Laudakia cypriaca (Daan, 1967)
- Laudakia dayana (Stoliczka, 1871)
- Laudakia melanura Blyth, 1854 — чёрная агама
- Laudakia nupta De Filippi, 1843 — крупночешуйная агама
- Laudakia nuristanica (Anderson & Leviton, 1969) — нуристанская агама
- Laudakia pakistanica (Baig, 1989)
- Laudakia papenfussi Zhao, 1998
- Laudakia sacra (Smith, 1935)
- Laudakia stellio (Linnaeus, 1758) — агама-гардун, или стелион
- Laudakia tuberculata (Gray, 1827) — кашмирская агамаtypus
- Laudakia vulgaris (Sonnini & Latreille, 1801)
- Laudakia wui Zhao, 1998

Ранее объединялись с африканским родом Acanthocercus в род Stellio, а до этого относились к роду Agama. Кроме того, ранее к азиатским горным агамам относили также 8 видов, выделенных в отдельный род Paralaudakia.

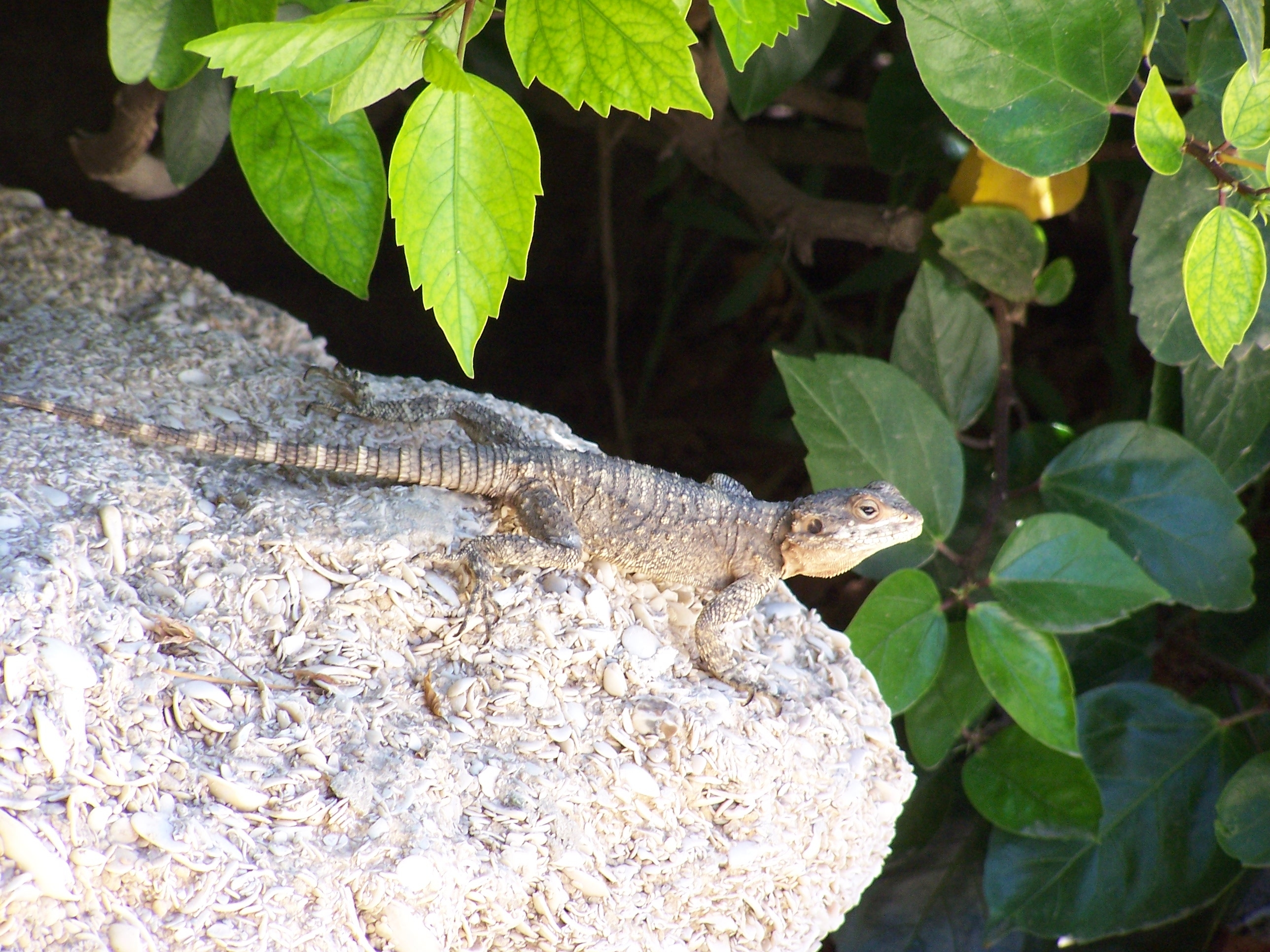
Агама-гардун
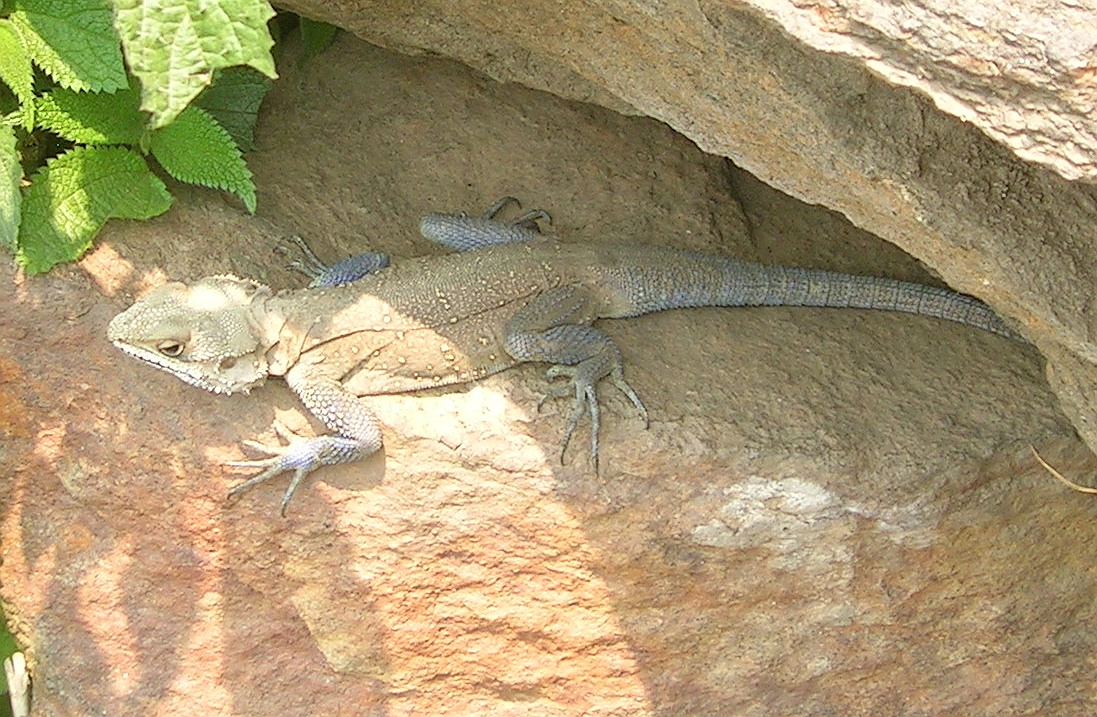
Кашмирская агама